# Drasteria graphica
Drasteria graphica är en fjärilsart som beskrevs av Jacob Hübner 1818. Drasteria graphica ingår i släktet Drasteria och familjen nattflyn. Inga underarter finns listade i Catalogue of Life.